# Teutamus apiculatus
Espèce
Teutamus apiculatus est une espèce d'araignées aranéomorphes de la famille des Liocranidae.

## Distribution
Cette espèce est endémique du Pahang en Malaisie,. Elle se rencontre entre 1 300 et 1 575 m d'altitude sur les Cameron Highlands et Fraser's Hill.

## Description
Le mâle holotype mesure 5,06 mm et la femelle paratype 5,02 mm.

## Publication originale
- Dankittipakul, Tavano & Singtripop, 2012 : Seventeen new species of the spider genus Teutamus Thorell, 1890 from Southeast Asia (Araneae: Liocranidae). Journal of Natural History, vol. 46, no 27/28, p. 1689-1730.